# USS McCawley (DD-276)
USS McCawley (DD-276) là một tàu khu trục lớp Clemson được Hải quân Hoa Kỳ chế tạo vào cuối Chiến tranh Thế giới thứ nhất. Nó là chiếc tàu chiến đầu tiên của Hải quân Hoa Kỳ được đặt theo tên Đại tá Thủy quân Lục chiến Charles Grymes McCawley (1827-1891). McCawley ngừng hoạt động năm 1922 và bị tháo dỡ năm 1936 nhằm tuân thủ quy định hạn chế vũ trang của Hiệp ước Hải quân London thứ hai.

## Thiết kế và chế tạo
McCawley được đặt lườn vào ngày 5 tháng 11 năm 1918 tại xưởng tàu Squantum Victory Yard của hãng Bethlehem Shipbuilding Corporation ở Squantum, Massachusetts. Nó được hạ thủy vào ngày 14 tháng 6 năm 1919, được đỡ đầu bởi cô Eleanor Laurie McCawley, cháu nội Đại tá McCawley; và được đưa ra hoạt động vào ngày 22 tháng 9 năm 1919 dưới quyền chỉ huy của Hạm trưởng, Trung úy Hải quân H. E. Haynes.

## Lịch sử hoạt động
Sau giai đoạn trang bị và chạy thử máy dọc theo vùng bờ Đông, McCawley lên đường đi San Diego, California, nơi nó gia nhập Hải đội Khu trục 2, sau được đổi tên thành Hải đội Khu trục 4, trực thuộc Hạm đội Thái Bình Dương. Nó tham gia các cuộc thực tập tại chỗ ngoài khơi bờ Tây cho đến khi được cho xuất biên chế tại San Diego vào ngày 7 tháng 6 năm 1922.
Đến ngày 27 tháng 9 năm 1923, McCawley được cho nhập biên chế trở lại và vẫn được phân về Hạm đội Thái Bình Dương. Trong sáu năm tiếp theo, ngoài các hoạt động thực tập huấn luyện tại chỗ và cơ động hải đội, nó tham gia nhiều cuộc tập trận Vấn đề Hạm đội. Nó hoạt động chủ yếu dọc theo vùng bờ Tây, từ San Diego cho đến Puget Sound và tại vùng biển Hawaii, ngoại trừ hai đợt vào các năm 1924 và 1927 khi nó tham gia tập trận hạm đội tại vùng biển Caribe.
McCawley được đưa vào danh sách đề nghị để loại bỏ nhằm tuân thủ những điều khoản giới hạn của Hiệp ước Hải quân London. Nó được cho xuất biên chế tại San Diego vào ngày 1 tháng 4 năm 1930; tên nó được cho rút khỏi danh sách Đăng bạ Hải quân vào ngày 13 tháng 8 năm 1930, và lườn tàu bị bán để tháo dỡ vào ngày 2 tháng 9 năm 1931.